# The New Adventures of Gilligan
The New Adventures of Gilligan is een Amerikaanse animatieserie geproduceerd door Filmation. De serie werd uitgezonden op ABC. De serie is gebaseerd op de sitcom Gilligan's Island. Bijna alle acteurs uit die serie spreken in deze serie de stem van hun geanimeerde personags in, behalve Tina Louise en Dawn Wells.

## Inhoud
De serie gaat verder waar de sitcom ophield, maar negeert de gebeurtenissen uit de televisiefilm Rescue from Gilligan's Island. De groep zit nog op het eiland en probeert plannen te verzinnen om er vanaf te komen.
In de serie krijgt Gilligan een helper in de vorm van Snubby de aap. Zoals bij veel series van Filmation eindigt elke aflevering van “The New Adventures of Gilligan” met twee van de personages (in dit geval Skipper en Gilligan) die de kijker vertellen wat voor les kan worden getrokken uit deze aflevering.

## Achtergrond
De serie debuteerde op ABC op 7 september 1974 en liep daar oorspronkelijk tot 1975. Daarna zond ABC de gehele serie nog een keer uit van 1976 tot 1977.
De serie kreeg een vervolg getiteld Gilligan's Planet.

## Afleveringen

### Seizoen 1
| Titel                                                                   | Eerste uitzenddatum             |
| ----------------------------------------------------------------------- | ------------------------------- |
| Off Limits                                                              | 09-07-1974; Productie nr. GI-1  |
| Looney Moon                                                             | 09-14-1974; Productie nr. GI-2  |
| Raven Mad                                                               | 09-21-1974; Productie nr. GI-3  |
| Father of His Island                                                    | 09-28-1974; Productie nr. GI-4  |
| Wrong Way Robot (a.k.a. Yeah, Would You Want Your Sister To Marry One?) | 10-05-1974; Productie nr. GI-5  |
| Opening Night                                                           | 10-12-1974; Productie nr. GI-6  |
| Lollipop Casserole                                                      | 10-19-1974; Productie nr. GI-7  |
| The Loners                                                              | 11-02-1974; Productie nr. GI-8  |
| The Ego Trip                                                            | 10-26-1974; Productie nr. GI-9  |
| The Olympiad                                                            | 11-09-1974; Productie nr. GI-10 |
| Their Own Image                                                         | 11-16-1974; Productie nr. GI-11 |
| The Disappearing Act                                                    | 11-23-1974; Productie nr. GI-12 |
| A Sinking Feeling                                                       | 11-30-1974; Productie nr. GI-13 |
| Reluctant Hero                                                          | 12-07-1974; Productie nr. GI-14 |
| The Same Old Dream                                                      | 12-14-1974; Productie nr. GI-15 |
| Sputtering Eagle                                                        | 12-21-1974; Productie nr. GI-16 |

### Seizoen 2
| Titel                   | Eerste uitzenddatum             |
| ----------------------- | ------------------------------- |
| Super Gilligan          | 12-28-1975; Productie nr. GI-17 |
| Marooned Again          | 09-06-1975; Productie nr. GI-18 |
| Live and Let Live       | 09-13-1975; Productie nr. GI-19 |
| Wheels on Parade        | 09-20-1975; Productie nr. GI-20 |
| The Movie Makers        | 09-27-1975; Productie nr. GI-21 |
| Silence is Leaden       | 10-04-1975; Productie nr. GI-22 |
| The Great Train Robbery | 10-11-1975; Productie nr. GI-23 |
| Moderation              | 10-18-1975; Productie nr. GI-24 |